# David Jay
David Jay (sinh ngày 24 tháng 4 năm 1982) là một nhà hoạt động xã hội cho  người vô tính luyến ái  người Mỹ. Jay là người sáng lập và quản trị trang web của Mạng Giáo dục và Tiếp cận Vô tính (AVEN). AVEN là tổ chức sung mãn và nổi tiếng nhất trong số các cộng đồng vô tính khác nhau bắt đầu hình thành kể từ khi World Wide Web và mạng xã hội ra đời.

## Hoạt động
Chán nản với việc không có nhiều nguồn thông tin đại chúng về vô tính luyến ái, Jay đã ra mắt trang web của AVEN vào năm 2001. Kể từ đó, anh đã đóng vai trò tiên phong trong phong trào tình dục vô tính, xuất hiện trên nhiều chương trình truyền hình, và xuất hiện chủ đạo trong bộ phim tài liệu năm 2011 của Arts Engine (A)sexual.
AVEN được Salon.com gọi là "trụ sở trực tuyến không chính thức" của phong trào vô tính, và được công nhận rộng rãi là cộng đồng vô tính trực tuyến lớn nhất. Hai mục tiêu chính của AVEN là (1) sự chấp nhận và sẵn sàng thảo luận của công chúng về tình dục vô tính và (2) tạo điều kiện cho sự phát triển của một cộng đồng vô tính trực tuyến lớn. Tính đến ngày 17 tháng 6 năm 2013, AVEN có gần 70.000 thành viên đăng ký.
Tại Thành phố New York, làm việc với cả Bộ Giáo dục Hoa Kỳ và các tổ chức tư nhân, anh đã đào tạo cho các nhà giáo dục sức khỏe về việc bao gồm cả Ace (từ chỉ những người vô tính).

## Đời tư
Jay đến từ St. Louis, Missouri, và anh tốt nghiệp trường Dự bị Đại học Crossroad vào năm 2000. Năm 15 tuổi, Jay bắt đầu suy nghĩ đến khả năng mình là người vô tính, và anh đã công khai rằng người vô tính khi còn là sinh viên Đại học Wesleyan ở Connecticut.